# Трефрен
Трефре́н (фр. Treffrin, брет. Trefrin) — коммуна во Франции, находится в регионе Бретань. Департамент — Кот-д’Армор. Входит в состав кантона Ростренен. Округ коммуны — Генган.
Код INSEE коммуны — 22351.

## География
Коммуна расположена приблизительно в 440 км к западу от Парижа, в 140 км западнее Ренна, в 65 км к юго-западу от Сен-Бриё.

## Население
Население коммуны на 2016 год составляло 559 человек.
| 1962 | 1968 | 1975 | 1982 | 1990 | 1999 | 2008 | 2016 |
| ---- | ---- | ---- | ---- | ---- | ---- | ---- | ---- |
| 253  | 256  | 367  | 550  | 608  | 572  | 550  | 559  |

## Экономика
В 2007 году среди 367 человек в трудоспособном возрасте (15—64 лет) 256 были экономически активными, 111 — неактивными (показатель активности — 69,8 %, в 1999 году было 70,4 %). Из 256 активных работали 238 человек (121 мужчина и 117 женщин), безработных было 18 (10 мужчин и 8 женщин). Среди 111 неактивных 24 человека были учениками или студентами, 55 — пенсионерами, 32 были неактивными по другим причинам.

## Достопримечательности
- Церковь Сен-Луи (XVI век). Исторический памятник с 1926 года[3]
- Крест на кладбище (XVIII век). Исторический памятник с 1926 года[4]
- Гальский мост Св. Екатерины (III век). Исторический памятник с 1964 года[5]

## Фотогалерея
- Церковь Сен-Луи
- Крест на кладбище
- Гальский мост Св. Екатерины